# Kim Schrier

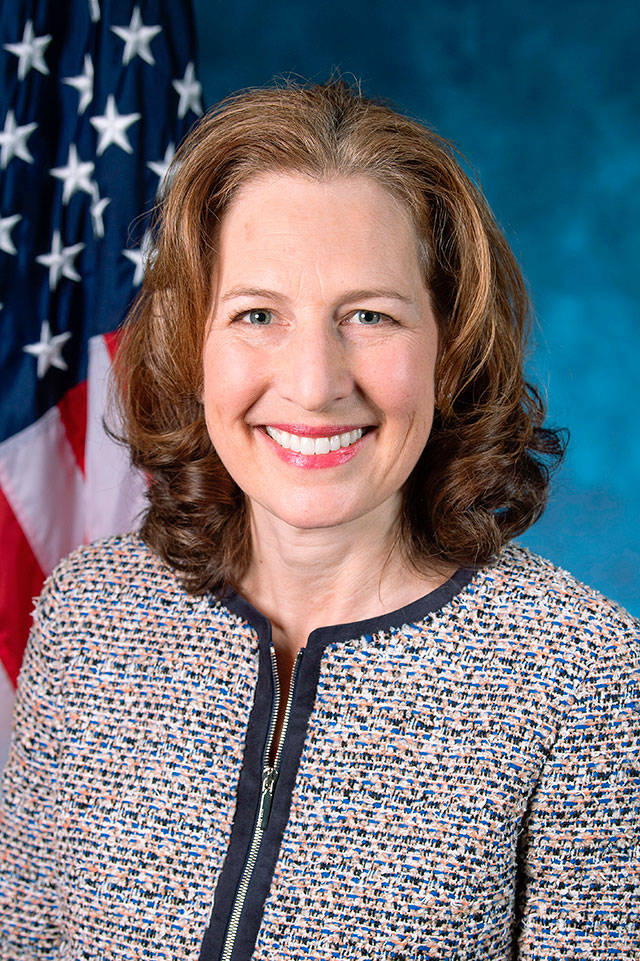
Kim Schrier (2019)

Kimberly Merle „Kim“ Schrier (* 23. August 1968 in Los Angeles, Kalifornien) ist eine US-amerikanische Politikerin der Demokratischen Partei. Seit dem 3. Januar 2019 vertritt sie den achten Sitz des Bundesstaats Washington im US-Repräsentantenhaus.

## Privatleben
Kim Schrier wurde in Los Angeles geboren, wo sie auch aufwuchs. Ihre Großeltern waren jüdische Migranten, die vor dem Zweiten Weltkrieg aus Europa flohen. Ihr Vater ist Ingenieur und ihre Mutter ist Lehrerin. Von 1986 bis 1991 besuchte sie die University of California, Berkeley, die sie mit einem Bachelorabschluss in Astrophysik abschloss und in die Phi-Beta-Kappa-Ehrengesellschaft aufgenommen wurde. Anschließend besuchte sie von 1992 bis 1997 auch die UC Davis School of Medicine in Sacramento, wo sie zum Doktor der Medizin promovierte. Von 1997 bis 2000 absolvierte sie ihre Facharztausbildung zur Kinderärztin an der Stanford University School of Medicine. Anschließend arbeitete sie ein Jahr lang in dieser Funktion in Ashland, im Bundesstaat Oregon, bevor sie an das Virginia Mason Medical Center in Seattle, in Washington wechselte.
Schrier ist mit David Gowing verheiratet. Gemeinsam sind sie Eltern eines Sohnes und leben in Sammamish. Sie ist Typ-1-Diabetikerin.

## Politik
Bei der Wahl zum 116. Kongress der Vereinigten Staaten trat Schrier, als Mitglied der Demokratischen Partei, für den 8. Wahlbezirk in Washington an. Der bisherige republikanische Abgeordnete Dave Reichert trat nicht erneut zur Wahl an. Dies eröffnete den Demokraten die Chance, diesen Wahlkreis – den Hillary Clinton bei der Präsidentschaftswahl 2016 mit drei Prozent Vorsprung gewonnen hatte – zu erobern. Schwerpunkte ihres Wahlkampfes waren Medicare und der Patient Protection and Affordable Care Act. Nachdem sie die Vorwahlen gegen ihre Parteikollegen um den Sitz gewonnen hatte, setzte sie sich schließlich auch gegen den republikanischen Kandidaten Dino Rossi mit 53,10 Prozent der Stimmen durch. Am 3. Januar 2019 trat sie ihre neue Position an. Die folgenden drei Wahlen 2020, 2022 und 2024 konnte sie ebenfalls gewinnen und kann damit ihr Mandat bis heute ausüben. Ihre neueste Legislaturperiode im 118. Kongress der Vereinigten Staaten läuft bis zum 3. Januar 2025.
Sie ist Mitglied folgender Ausschüsse:
- Committee on Agriculture
  - Biotechnology, Horticulture, and Research
  - Conservation and Forestry
- Committee on Energy and Commerce
  - Energy
  - Health
  - Oversight and Investigations